# Cindy Noble
Cindy Jo Noble, coniugata Hauserman (Clarksburg, 14 novembre 1958), è un'ex cestista statunitense.

## Carriera
Con gli Stati Uniti ha disputato i Campionati mondiali del 1983 e i Giochi olimpici di Los Angeles 1984.